# 黒崎出版
黒崎出版（くろさきしゅっぱん）は、1960年代から1970年代に活動した日本の出版社。

## 概要
秋田書店の編集者だった秋田君夫が児童向け出版社として創業。秋田書店が発行していた『怪獣図鑑』が1967年にベストセラーになったことで、怪獣もののノウハウを活かそうとしての独立だった。
1973年に東映の企画により児童向けテレビ情報誌『テレビランド』を創刊。しかし石油ショックにより、半年で編集スタッフごと同誌を徳間書店へ売却した。
社長だった秋田君夫は秋田書店へ復帰した。

## 書籍
- 木乃実光『クイズ探偵局』1968年
- 木乃実光『なぞなぞに強くなる ピッキーくんの宇宙旅行』1968年
- 石森章太郎『石森マンガ教室』1969年
- 沼沢康一郎『少年野球教室』1969年
- 秋本実『プラモデル教室』1969年
- 平岩道夫『少年切手教室』1970年
- 南村喬之『ウルトラ怪獣えほん』1970年
- 『ウルトラ怪獣写真えほん』1970年
- 南村喬之『怪獣大進撃えほん』1971年
- 秋田君夫『たのしい怪獣写真版』1971年
- 中岡俊哉『世界の怪獣百科』1971年
- 『ゲームえほん仮面ライダー』1971年
- 『仮面ライダー図鑑 カラー最新版』1971年
- 『仮面ライダー画報』1972年
- 『人造人間キカイダー図鑑』1972年
- 中岡俊哉『世界の怪奇画報』1972年
- 『マジンガーZ大図鑑』1973年
- 佐藤有文『妖怪大図鑑』1973年
- 南山宏『円盤写真大図鑑』1974年

## 秋田君夫
創業者の秋田君夫は1930年生まれ。7人きょうだい。秋田書店を設立した秋田貞夫の親族で、実家の農作業の手伝いをしていたが貞夫から身内を社員にしたいという呼びかけがあり1951年に入社。秋田書店では、1966年に大伴昌司の『怪獣図鑑』を担当。さらに新書判の漫画単行本レーベルのサンデーコミックスを企画し、カバーデザインも自ら行った。